# The Bard’s Tale IV: Barrows Deep
The Bard’s Tale IV: Barrows Deep ist ein Computer-Rollenspiel von inXile Entertainment aus dem Jahr 2018. Es ist Teil der gleichnamigen Serie The Bard’s Tale, die 1985 von Interplay Productions geschaffen wurden.

## Entwicklung und Veröffentlichung
Im Januar 2015 kündigte Brian Fargo Pläne zur Entwicklung von The Bard’s Tale IV an. Anders als inXiles vorheriger Titel bezog sich das Spiel wieder auf die zwischen 1985 und 1988 veröffentlichten Ursprungsreihe. Fargos Vision war es, einen würdigen Nachfolger zur ursprünglichen Trilogie zu schaffen. Im Mai 2015 kündigte das Studio an eine Crowdfunding-Kampagne auf Kickstarter.com zu starten, um die Entwicklungskosten für The Bard’s Tale IV zu finanzieren. Die Kampagne startete am 2. Juni 2015 mit einem Ziel von 1,25 Mio. US-Dollar, das am 15. Juni 2015 übertroffen wurde.
Das Spiel wurde mit der Unreal Engine 4 entwickelt. Das Entwicklerteam verwendete Fotogrammetrie, um Texturen für 3D-Objekte zu erstellen. Die schottische Folksängerin Julie Fowlis trägt Musik zum Spiel bei.
The Bard’s Tale IV wurde am 18. September 2018 für Windows veröffentlicht. Eine Director’s-Cut-Version für das Spiel, wurde am 27. August 2019 für Windows, macOS, Linux, PlayStation 4 und Xbox One veröffentlicht. Bestehende Besitzer der Original-Version können das Spiel kostenlos auf die Director’s-Cut-Version upgraden.

## Rezeption
Wertungsaggregator Metacritic verzeichnet für Barrows Deep „gemischt oder durchschnittliche“ Kritiken der Computerspielpresse für die Originalfassung auf PC und „im Allgemeinen positive“ Urteile für den Director’s Cut auf PC. Insgesamt wurden über 50 Testberichte ausgewertet. Laut OpenCritic empfehlen 32 Prozent der Rezensenten die Standardfassung.
Jörg Luibl äußerte sich in seinem Test für 4Players als The-Bard’s-Tale-Fan der ersten Stunde enttäuscht von Produktionsqualität und Regie. Technische Fehler, inkonsistentes grafisches Design und eine unfreiwillig komische Spielwelt würden den Einstieg verkomplizieren. Wer die Startschwierigkeiten überwindet, den könne der Titel dennoch mit anspruchsvollen Rundenkämpfen, stimmungsvollen Spielabschnitten und atmosphärischer Erkundung belohnen. Michael Cherdchupan hob in der GameStar einen ausgewogenen Schwierigkeitsgrad, stimmige Atmosphäre und großen Spielumfang hervor, gleichzeitig sei die Spielwelt statisch, die Erzählung uninspiriert und die Auswahl der Charakterklassen zu eingeschränkt. Fans von Rollenspielen könnten Bard’s Tale 4 zweifelsfrei etwas abgewinnen, insgesamt leide das Spiel jedoch wie viele andere Kickstarter-Produktionen an diversen Kinderkrankheiten.
Das Spiel wurde für „Best Original Song“ mit Across the Seven Realms und für „Best Sound Design for an Indie Game“ bei den 2019 G.A.N.G. Awards nominiert, und für „Best Audio Design“ bei den The Independent Game Developers’ Association Awards nominiert.